# Fakultet prometnih znanosti u Zagrebu
Fakultet prometnih znanosti u Zagrebu fakultet u sastavu Sveučilištu u Zagrebu.

## Povijest
Početak postojanja Fakulteta veže se uz 1962. godinu kad je utemeljen studij PTT prometa. Godine 1965., osnivanje specijalizirane institucije – Instituta prometnih znanosti iniciralo je i financijski pomoglo trinaest tvrtki i asocijacija Republike Hrvatske.
Prometni studij za izobrazbu stručnjaka visoke stručne spreme organizirao je Građevinski fakultet 1968. godine, s tim da je nastava bila interfakultetska uz sudjelovanje nastavnika Arhitektonskog, Ekonomskog, Elektrotehničkog, Građevinskog, Strojarsko-brodograđevnog i Pravnog fakulteta Sveučilišta u Zagrebu.
Potreba za kadrovima više i visoke spreme u cestovnom prometu uvjetovala je organiziranje izobrazbe kadrova u toj prometnoj grani. Nakon dvogodišnjih priprema, 1970. godine utemeljena je Viša škola za cestovni promet sa sjedištem u Kraljevićevoj ulici 24.
Studij zračnog prometa organiziran je 1972. godine kada je osnovana Viša zrakoplovna škola u Zagrebu s aeroprometnim i aeronautičkim smjerom, a kasnije i aerotehničkim smjerom.
Godine 1981. utemeljen je Centar prometnih znanosti s dvjema institucijama: Studij prometnih znanosti i Institut prometnih znanosti. Prvi se bavi znanstveno-nastavnim, a drugi znanstveno-istraživačkim radom u području prometa.
U čitavom razdoblju postojanja interfakultetskog studija, u određenom je obliku postojao studij željezničkog prometa, no njegov stvarni početak veže se uz datum izdavanja rješenja, 13. travnja 1982. U tom rješenju navodi se da Studij prometnih znanosti Sveučilišta u Zagrebu ispunjava uvjete za organizaciju i izvođenje nastave.
Golem je rad bio uložen kako bi studij prometa zauzeo odgovarajuće mjesto u sustavu visokoškolskog obrazovanja na zagrebačkom Sveučilištu.

## O fakultetu
Fakultet prometnih znanosti visoko je učilište iz područja tehničkih znanosti, polja tehnologija prometa i transport. Studenti stječu kompetencije o prometnom sustavu kao tehničkoj cjelini čija je svrha obavljanje prijevoza/prijenosa transportnih entiteta. Učinkovitost prometnog sustava očituje se u tehničkom, tehnološkom, ekološkom, organizacijskom, i ekonomskom smislu. Na studiju ITS-a i Logistike izučavaju se znanja prometne logistike, unutarnji i javni transport, distribucija i upravljanje zalihama u funkciji učinkovite proizvodnje. U području aeronautičkih znanosti stječu se znanja i vještine za uporabu, organizaciju i kontrolu odvijanja procesa zračnog prometa.

## Uprava
- Dekan: izv. prof. dr. sc.  Marko Šoštarić
- Prodekan za nastavu i studente: izv. prof. dr. sc. Ivan Grgurević
- Prodekan za poslovanje: prof. dr. sc. Mladen Nikšić
- Prodekan za znanost i međunarodnu suradnju: doc. dr. sc. Dario Babić
- Prodekan za studijske programe i upravljanje kvalitetom: prof. dr. sc. Doris Novak
- Tajnik: Romina Jovančević, mag. iur.

## Studiji
Prijediplomski Sveučilišni studij (6 semestara)
- studij Promet sa smjerovima:
  - cestovni promet
  - željeznički promet
  - zračni promet
  - vodni promet
  - poštanski promet
  - informacijsko komunikacijski promet
  - gradski promet

- studij Inteligentni transportni sustavi i logistika sa smjerovima:
  - inteligentni transportni sustavi
  - logistika

- studij Aeronautika

Stječe se naziv sveučilišni prvostupnik (baccalaureus) inženjer 

Diplomski Sveučilišni studij (4 semestra)
- studij Promet sa smjerovima:
  - cestovni promet
  - željeznički promet
  - zračni promet
  - vodni promet
  - poštanski promet
  - informacijsko komunikacijski promet
- gradski promet

- studij Inteligentni transportni sustavi i logistika  sa smjerovima:
  - inteligentni transportni sustavi
  - logistika

- studij Aeronautika

Stječe se naziv sveučilišni magistar inženjer.

## Lokacija
Fakultet prometnih znanosti smješten je na tri mjesta u gradu:  Vukelićeva 4, Kušlanova 2 i ZUK Borongaj, Borongajska cesta 83A, a posjeduje i prostorije u Zračnoj luci Lučko.

## Djelatnici
Na Fakultetu djeluje 201 zaposlenik od toga 116 nastavnika, a 85 zaposlenika zaposleno je unutar stručnih služba i projekata koji se izvode na Fakultetu.

## Vanjske poveznice
- Službene stranice Fakulteta prometnih znanosti  Arhivirana inačica izvorne stranice od 17. lipnja 2006. (Wayback Machine)
- e-Learning sustav Fakulteta prometnih znanosti  Arhivirana inačica izvorne stranice od 5. listopada 2008. (Wayback Machine)
- Udruga studenata Fakulteta prometnih znanosti  Arhivirana inačica izvorne stranice od 29. veljače 2012. (Wayback Machine)
- Centar za ICT tehnologije Fakulteta prometnih znanosti  Arhivirana inačica izvorne stranice od 9. veljače 2010. (Wayback Machine)
- Fakultet prometnih znanosti Hrvatska tehnička enciklopedija, portal hrvatske tehničke baštine. LZMK

45°48′52″N 16°00′32″E / 45.8143277608788°N 16.0088717937469°E